# 吉林省高级人民法院
吉林省高级人民法院，简称吉林高法、吉林高院，是中華人民共和國吉林省的高级人民法院。

## 历任领导
院长
1. 关俊彦
2. 鲍廷干
3. 王吉仁
4. 陈东平
5. 沈仑
6. 姚昕
7. 王吉仁
8. 金健民
9. 王洪模
10. 谢安山
11. 杨庆祥
12. 蔡彰[1]
13. 张文显（2008年1月-2013年1月）
14. 王常松（2013年1月-2016年6月）
15. 寇昉（2016年11月-2018年7月）[2]
16. 徐家新（2018年7月-）

副院长

## 知名案例
- 上海社保基金案部分案件的二审
- 原中国银行（香港）有限公司总裁刘金宝案二审
- 原榆树市人大常委会副主任徐凤山、榆树市热力公司副经理徐伟父子涉黑、贪腐案二审

## 对应中级人民法院/铁路运输中级法院/林业中级法院
- 吉林省长春市中级人民法院
- 吉林省吉林市中级人民法院
- 吉林省延边朝鲜族自治州中级人民法院
- 吉林省四平市中级人民法院
- 吉林省通化市中级人民法院
- 吉林省白城市中级人民法院
- 吉林省辽源市中级人民法院
- 吉林省松原市中级人民法院
- 吉林省白山市中级人民法院
- 长春铁路运输中级法院
- 吉林省延边林业中级法院：2013年7月23日由吉林省延边朝鲜族自治州中级人民法院分院改称。经费收支预算由省统一规划和管理，干部由省高院和延边州委实行双重管理。10个林区基层法院，合并为5个。[3]
- 吉林省长春林业中级法院：经过吉林省机构编制委员会、中央机构编制委员会、最高法、最高检同意，根据吉林省人大常委会《关于批准设立吉林省长春林业中级法院和吉林省延边林业中级法院的决定》 （2013年5月30日吉林省第十二届人民代表大会常务委员会第二次会议通过），由吉林省吉林市中级人民法院分院与吉林省白山市中级人民法院分院合并为吉林省长春林业中级法院，2013年9月16日正式成立。[4]。下辖5个专业基层法院。
  - 红石林区基层法院
  - 白石山林区基层法院
  - 江源林区基层法院(由三岔子、湾沟两个林区基层法院于2013年9月1日合并成立）
    - 湾沟林区法庭

  - 抚松林区基层法院（2013年9月由抚松境内的松江河林区基层法院、泉阳林区基层法院、露水河林区基层法院合并组成，院址设在松江河镇）
    - 露水河林区法庭
    - 泉阳林区法庭

  - 临江林区基层法院